# Джигит
Джиги́т (в переводе с тюркских языков — «молодой парень», «юноша», также «молодец») исторически в Средней Азии и на Кавказе — наездник, отличающийся отвагой, выносливостью, стойкостью, искусством управлять конём и владеть оружием.

## История
О «йигитах» в значении бойцов упоминает Зафар-наме (XV век) и Бабур-наме (XVI век). Слово «джигит» упоминается и в стихотворении А. С. Пушкина «Стамбул гяуры нынче славят» (1830 год)
В среднеазиатских владениях Российской империи так назывались киргизы (в русском языке тогда киргизами кроме собственно киргизов также именовались и современные казахи) и другие кочевники, состоявшие при русских войсках проводниками, посыльными и разведчиками. Кроме того, джигит — звание, присваиваемое нижним чинам некоторых кавказских и туркменских частей войск.
Понятие «джигит» используется и поныне. Оно имеет такой же смысл, как и понятие «добрый мо́лодец», и не связано напрямую с ездой на коне. В этом смысле оно используется в советском фильме «Кубанские казаки» (1949 год) или «Буря над Азией» (1964 год).
На наградах, которые вручались подданным нехристианского вероисповедания, изображения христианских святых (Святого Георгия, Святого Владимира, Святой Анны и т. д.) были заменены государственным гербом Российской империи — двуглавым орлом. Тем не менее горцы вскоре потребовали поменять им награды на Георгия, которого называли уважительно «джигитом», а герб с презрением именовали «птичкой». Правительство пошло им навстречу. Святой Георгий вернулся на награды.

Джигитовка, Россия, 1834 — 1836 годы.